# Grote Prijs Jef Scherens 1965
Il Grote Prijs Jef Scherens 1965, terza edizione della corsa, si svolse l'8 maggio 1965 su un percorso di 205 km, con partenza e arrivo a Lovanio. Fu vinto dal belga Fernand Deferm della Dr. Mann davanti ai suoi connazionali Eddy Merckx e Emile Daems.

## Ordine d'arrivo (Top 10)
| Pos. | Corridore              | Squadra          | Tempo    |
| ---- | ---------------------- | ---------------- | -------- |
| 1    | Fernand Deferm         | Dr. Mann         | 4h55'00" |
| 2    | Eddy Merckx            | Solo-Superia     | s.t.     |
| 3    | Emile Daems            | Ignis            | s.t.     |
| 4    | Marcel Van Den Bogaert | Dr. Mann         | s.t.     |
| 5    | Cees Haast             | Televizier       | s.t.     |
|      | Rik Wouters            | Televizier       | s.t.     |
| 7    | Alfons Hermans         | Lamot - Libertas | s.t.     |
| 8    | Leo Knops              | Lamot - Libertas | a 25"    |
| 9    | Hugo Hellemans         | Dr. Mann         | s.t.     |
| 10   | Rik Luyten             | Dr. Mann         | a 30"    |